# Doar pentru tine
"Doar pentru tine" este un single al cântăreței Delia, lansat pe 19 septembrie 2013. Piesa, o baladă pop-rock, este produsă de F.Charm, iar versurile sunt scrise chiar de artistă. Varianta audio a fost încărcată pe YouTube pe 19 septembrie 2013 și a strâns peste 1.000.000 de vizualizări într-o singură lună, în prezent având peste 6.000.000.

## Videoclip
Filmările au avut loc în luna octombrie a anului 2013 pe durata a 24 de ore. Ca locație a fost ales Palatul Ghica de la Căciulați, povestea de dragoste sugerată de clip trimițând gândul și imaginația cu mai bine de jumătate de secol în urmă, protagoniști fiind Delia și actorul român Elias Ferkin. Videoclipul a fost regizat de Vlad Veneșan alături de echipa de producție deFilm/Griffon & Swans. Lansarea a avut loc pe 28 octombrie, într-o locație din Centrul Vechi al capitalei. Pe YouTube a fost încărcat în ziua lansării oficiale, strângând peste 1.000.000 de vizualizări.

## Topuri
| Grafic                     | Poziția |
| -------------------------- | ------- |
| România (Romanian Top 100) | 100     |

## Lansările
| Țara    | Data               | Format           | Casă discuri |
| ------- | ------------------ | ---------------- | ------------ |
| România | 19 septembrie 2013 | Digital Download | Cat Music    |